# Maja Zećo
Maja Zećo (* 28. April 1984 in Mostar, Bosnien und Herzegowina) ist eine bosnische Theater- und Filmschauspielerin.

## Leben
Im Jahr 2007 schloss sie ihr Schauspielstudium an der Akademie der Darstellenden Künste an der Universität Sarajevo ab und wurde kurz darauf Mitglied des Nationaltheaters Mostar. Nach zwei Jahren wechselte sie zu Haris Pašovic und der East West Theater Company. Sie wurde für ihre Komödienrollen mehrfach ausgezeichnet (Mostarska Liska International Comedy Festival/Gewinnerin in der Kategorie Beste Schauspielerin, MESS International Theater Festival/Gewinnerin in der Kategorie Beste Performance für junges Publikum).
Sie ist auf dem Edinburgh International Festival und dem Singapore International Festival of Arts aufgetreten. Neben der inspirierenden Theaterarbeit organisierte EWTC Workshops mit Thomas Ostermeier, Luk Perceval und der Matthew Bourne Company. Seit 2011 arbeitet sie für das Kabare Magazine, das Nationaltheater Sarajevo, das Sarajevo War Theater und das Theater for Children & Youth. Im Sarajevo War Theater brachte sie Kinder aus verschiedenen ethnischen Gruppen zusammen.
Im Rahmen des Projekts „Inclusion of Children with Special Needs“ wurde das Stück „The Wolf in Love“ entwickelt. Sie leitet Workshops für Kinder und Jugendliche, Pantomime und Improvisationstheater. Außerdem hat sie eine Ausbildung zur Clownin gemacht und arbeitet unter dem Clownsnamen „Je ne suis pas là“. 
Seit 2018 lebt und arbeitet sie in Berlin, wo sie u. a. am Berliner Ensemble gearbeitet hat (Othello mit Thalheimer). Seit 2020 ist sie Teil des vielbeachteten „Rimini Protokoll – 100% Berlin“. Sie hat in zahlreichen Fernseh- und Filmproduktionen mitgewirkt, u. a. im „Tatort: Lenas Tante“ von Tom Lass, Dobar dan za posao („Good Day’s Work“, 2018) von Martin Turk. Im Jahr 2021 feierte sie mit der immersiven Performance „Was haben wir gelacht“ in Kooperation mit dem Deutschen Theater Premiere. 
Sie spielt alternierend beim Berliner Grips-Theater in Bubble Jam – Rimini Protokoll.
Im Jahr 2023 wurde das Theaterstück „T4 Ophelia’s Garden“, in dem Zećo die Hauptrolle spielte, als bestes deutsches inklusives Theaterprojekt des Jahres ausgezeichnet.
In dem Kurzfilm Postcards from Mostar (2022) führte Zećo Regie, spielte die Hauptrolle und war als Produzentin verantwortlich.